# Port de Reni
Le port de Reni  (ukrainien : Ренійський морський торговельний порт) est un port d'Ukraine sur la rive gauche du Danube, il débouche sur la Mer Noire. Il peut accueillir des navires de douze mètres de tirant d'eau.

## Histoire

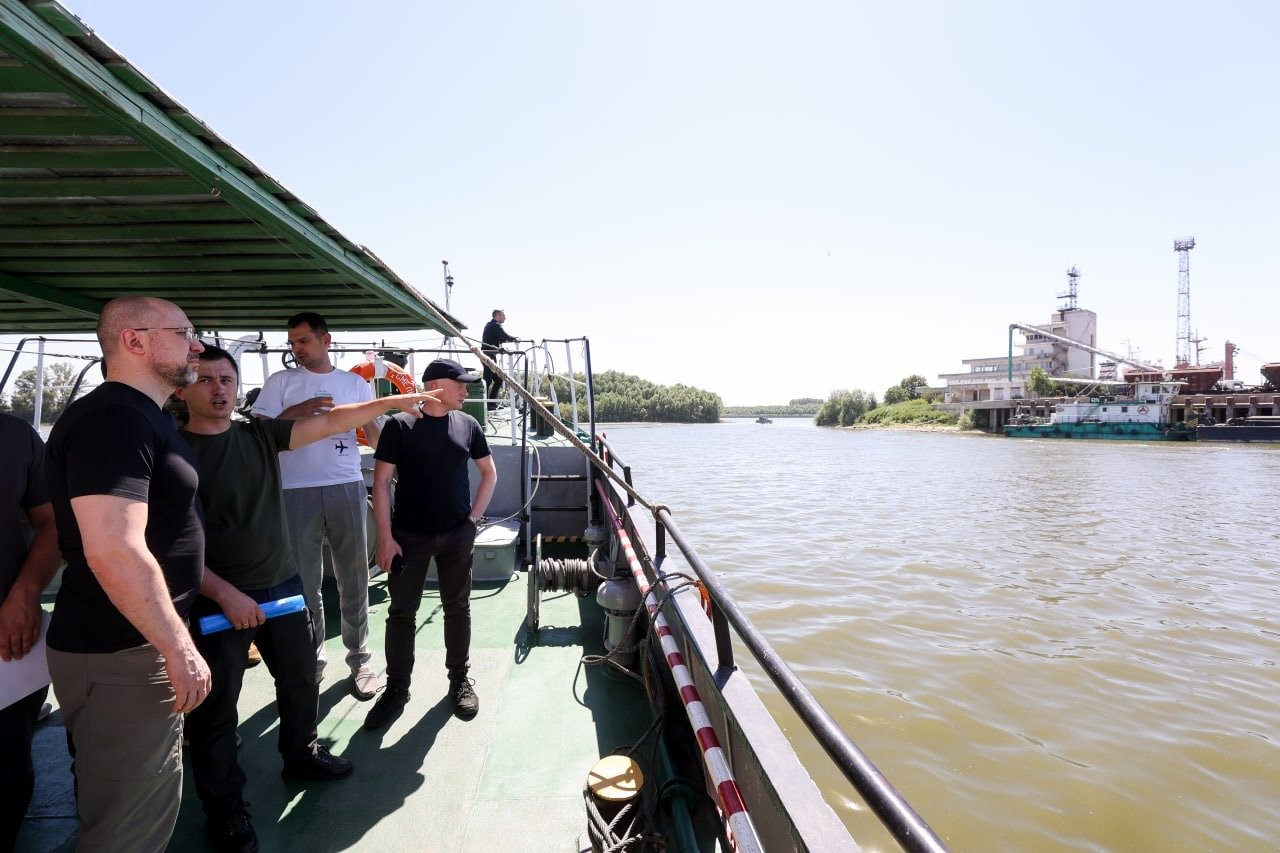
Visite en 2022 de Denys Chmyhal
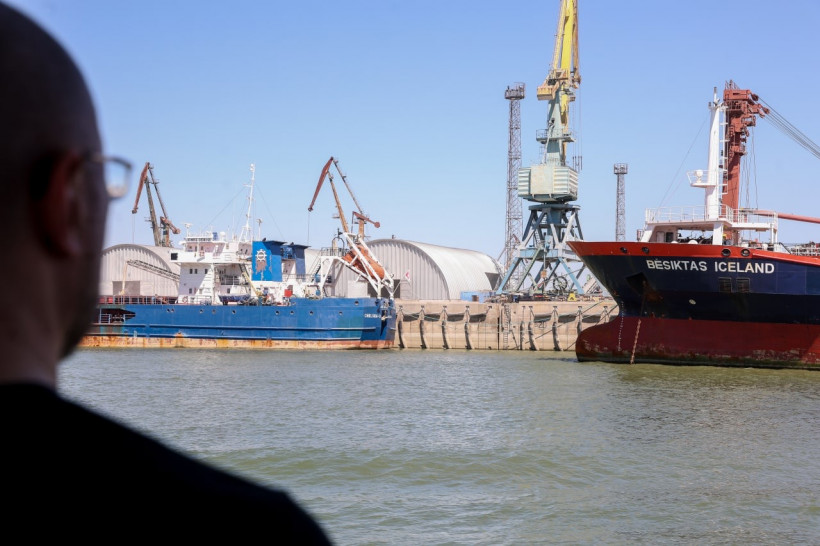
navire dans le port.
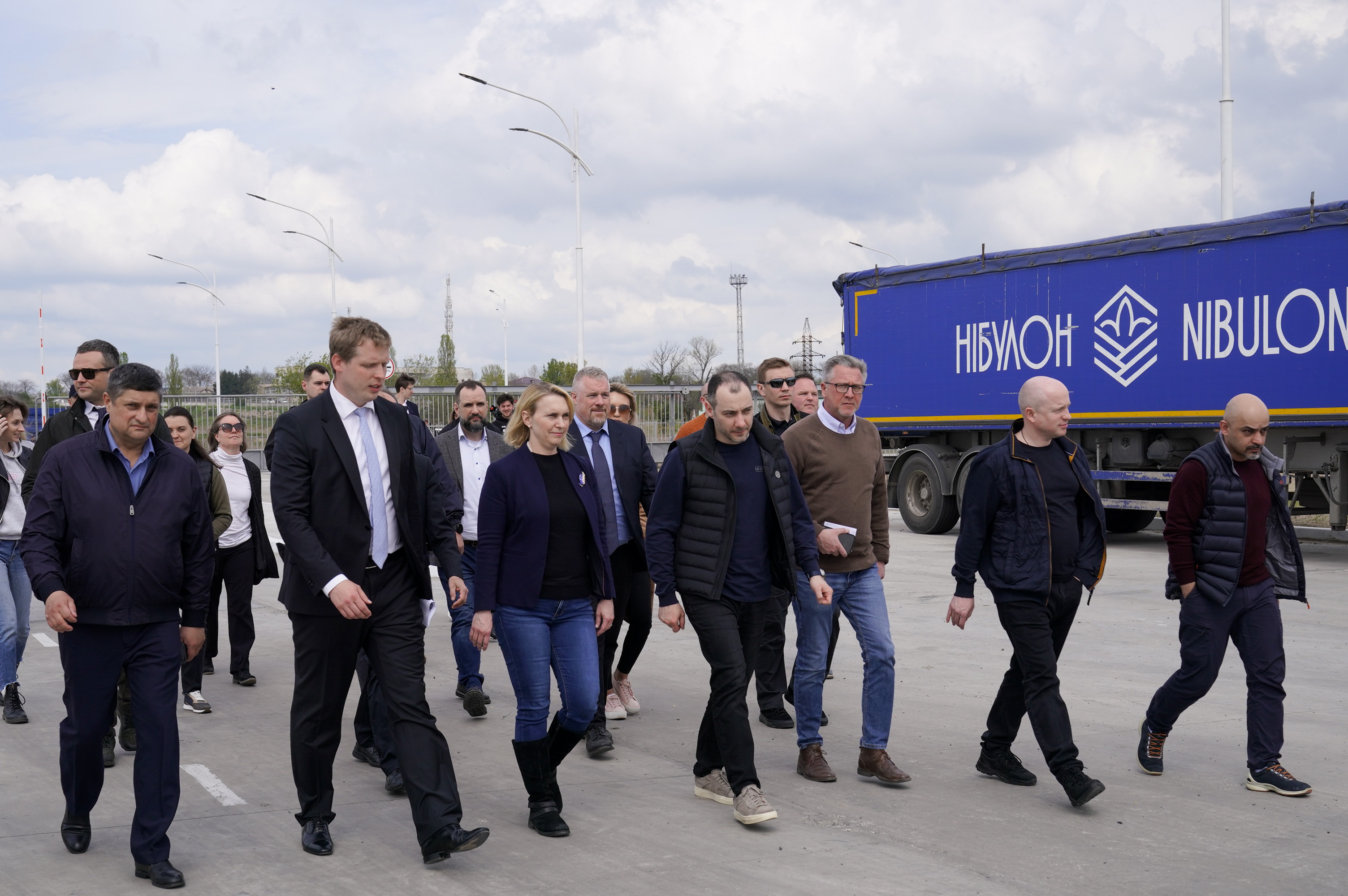
En avril 2203 dans le port de Reni avec Briget Brink ambassadrice des USA, Oleksandr Koubrakov, Mustafa Nayyem et Andrii Abramtchenko.

## Infrastructures et installations
Il est géré par l'Autorité portuaire d'Ukraine qui est sous l'autorité du Ministère de l'Infrastructure (Ukraine).

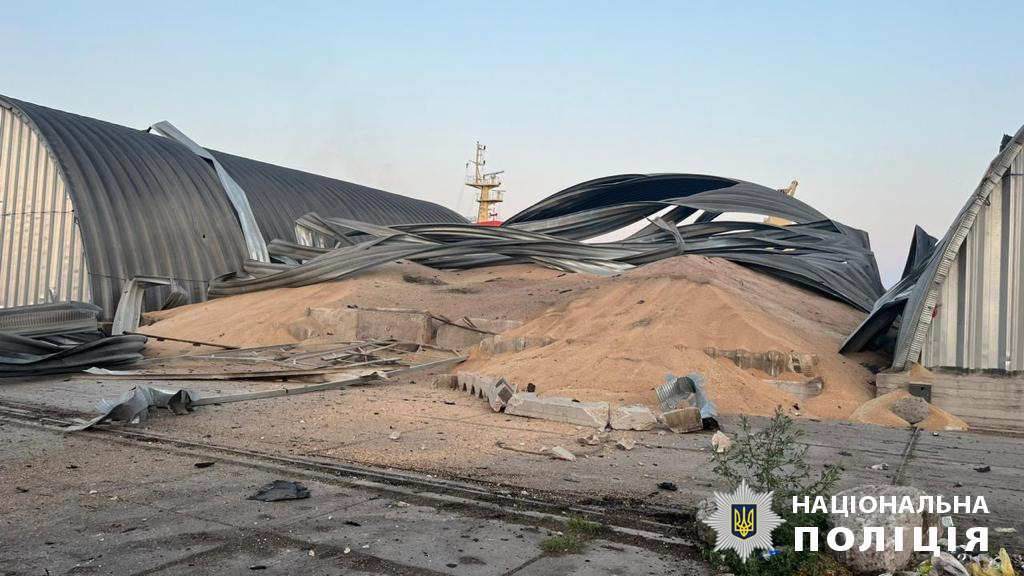
Les Frappes russes de 2023 contre les infrastructures d'exportation des produits agricoles ukrainiens sur le port.